# Francesco Russo (storico)
Padre Francesco Russo (Castrovillari, 28 febbraio 1908 – Roma, 28 agosto 1991) è stato un presbitero e storico italiano, studioso di storia della Chiesa.

## Biografia
Nato a Castrovillari, compì gli studi liceali e universitari a Roma. Fu ordinato sacerdote nella congregazione dei Missionari del Sacro Cuore di Gesù il 24 luglio 1932. Svolse attività parrocchiale, associata quasi sempre a quella di insegnante, a Roma (1932-35), in America (1936-37) e a Palermo (1937-1947).
Si dedicò poi all'insegnamento e alla ricerca storica, testimoniata da centinaia di pubblicazioni di critica storica. La sua opera più importante è l'imponente "Regesto Vaticano per la Calabria", ossia la raccolta in 14 volumi, corredati da due volumi di indici, di schede dei documenti basso-medioevali e codici bizantini riguardanti la Calabria (circa 700 regesti e 1000 bolle), sparsi per le maggiori biblioteche di Vienna, Lipsia, Monaco di Baviera, Jena, Londra, Oxford, Parigi, Madrid, Atene, ecc. Altra importante opera è la "Storia della Chiesa in Calabria", conclusione dei suoi studi sulle antiche Chiese calabresi (Reggio, Cosenza, Santa Severina, Nicastro, Cassano, San Marco, ecc.). Nello stesso ambito si situano i suoi contributi sulla chiesa di rito greco e sui monaci basiliani in Calabria. Molto importanti sono stati inoltre gli studi su Gioacchino da Fiore, soprattutto la Bibliografia gioachimita (1954); polemizzò fra l'altro con Leone Tondelli giudicando apocrifo "Il libro delle figure" attribuito dal Tondelli a Gioacchino. Importanti sono stati anche i suoi contributi in campo paleografico con gli studi sui codici greci del Nuovo Testamento appartenenti al "gruppo Ferrar" e con la loro classificazione.

## Opere
- Regesto vaticano per la Calabria, 14 voll. e due Indici, Roma, G. Gesualdi, 1974-1993
- Storia della Chiesa in Calabria dalle origini al Concilio di Trento, 2 voll. Soveria Mannelli, Rubbettino, 1982
- Storia della Chiesa di Reggio Calabria, 3 voll., Napoli, Laurenziana, stampa 1965
- Dalle origini al Concilio di Trento, Napoli, Laurenziana, 1961
- L'abbazia di S. Maria di Camigliano presso Tarsia ; documento sulla condanna di Gioacchino Da Fiore. Tivoli, Arti grafiche A. Chicca, 1951
- Angelo Zavarroni, Roma, Istituto grafico Tiberino, 1973
- Gli antichi codici calabresi, 1953
- Gli ascetica di S. Basilio Magno e S. Nilo, Rossano, Grottaferrata, 1989
- Un attivo centro di spiritualità in Val di Crati nel sec. XI, Roma, Herder, 1968
- Il Beato Pietro da S. Andrea, primo ministro della provincia francescana di Calabria : appunti storico critici sulle origini francescane in Calabria, Roma, Miscellanea francescana, 1942
- Bibliografia di S. Francesco di Paola, Roma, Tip. A. Staderini, 1957
- Bibliografia gioachimita, Firenze, L. S. Olschki, 1954
- I Calabresi e la prima crociata, Roma, Istituto grafico Tiberino, 1959
- Calabria napoleonica : 1806-1815, La Voce di Calabria, 1960
- La Calabria nella storiografia moderna, Roma, Istituto grafico tiberino, 1956
- La Chiesa bizantina di Sotterra a Paola, storia ed arte, Cosenza : Tip. F. Chiappetta, 1949
- La civilizzazione bizantina, Roma, Istituto grafico tiberino, 1955
- Il codice porpureo di Rossano , Roma, Oreste Rossi, 1952
- Il contributo della Calabria al patrimonio culturale europeo, Napoli, Agar, stampa 1962
- Il convento di S. Francesco in Castrovillari dei frati minori conventuali : regesto, Roma, Miscellanea Francescana, 1948
- La convenzione della città di Castrovillari con Giovan Battista Spinelli, conte di Cariati e duca di Castrovillari, nel 1521, Tivoli, Arti grafiche A. Chicca, 1954
- Dante e Gioacchino da Fiore, Firenze, Leo S. Olschki, 1966
- La Diocesi di Nicastro, Napoli, C.A.M., 1958
- Domenico Martire, Roma, Istituto Grafico Tiberino, 1968
- Elia D'Amato, Roma, Istituto Grafico Tiberino, 1969
- L' episcopato calabrese nei concili, Roma, Istituto grafico Tiberino, 1962
- L' eredita di Giacchino da Fiore : la congregazione florense, Tivoli, Arti grafiche A. Chicca, 1952
- La figura storica di Gioacchino da Fiore, S. Giovanni in Fiore, Centro di studi gioachimiti, 1980
- Filippo Gesualdi da Castrovillari, ministro generale dei minori conventuali e vescovo di Cerenzia-Cariati : 1550-1618 : monografia storica, Roma, Gesualdi, 1972
- Francescanesimo e Gioacchino da Fiore, Tivoli, Arti grafiche A. Chicca, 1937
- Francescani Minori Conventuali in Calabria, 1217-1982 : sintesi storica, Catanzaro, Silipo e Lucia, stampa 1982
- Francesco Foberti, Tivoli, Arti grafiche A. Chicca, 1945
- I frati minori cappuccini della provincia di Cosenza : dalle origini ai nostri giorni, Napoli, Laurenziana, 1965
- I fraticelli in Sicilia nella prima metà del sec. XIV, Officina di studi Medievali, 1987
- Fulgori di civiltà irradiati dalla Calabria attraverso i secoli, Montalto Uffugo, Scuola tip. Sacro cuore, 1951
- Gabriele Barrio, Roma, Istituto Grafico Tiberino, 1964
- Gioacchino da Fiore e le fondazioni florensi in Calabria, Napoli, F. Fiorentino, 1959
- Girolamo Marafioti, Roma, Istituto Grafico Tiberino, 1965
- Giuseppe Morisani storico reggino, Reggio Calabria, Deputazione di storia patria, 1977
- La Guerra del Vespro in Calabria nei documenti vaticani, Napoli, Società napoletana di storia patria, 1962
- L' immagine della SS. Achiropita che si venera nella Cattedrale Santuario di Rossano, Roma, Tip. Rossi, 1952
- In memoria di Francesco Foberti difensore di Gioacchino da Fiore, Cosenza, SCAT, 1945
- Itinerario campano di monaci calabro-greci sullo scorcio del secolo X, Roma, De Luca, 1967
- La lega contro il Turco, Roma, Tip. Ambrosini, 1971
- Libro della Mascalcia; a cura di Pasquino Crupi ; con una nota bibliografica di p. Francesco Russo, Soveria Mannelli, Rubbettino, 2002
- Il libro delle figure attribuito a Gioacchino da Fiore, Roma, Miscellanea francescana, 1941
- I manoscritti del gruppo Ferrar, Grottaferrata : tip. italo-orientale S. Nilo, 1949
- Manoscritti e stampe esposti alla mostra di documentazione gioachimita, Tivoli, Arti grafiche A. Chicca, 1956
- Marziale Pellegrini : ministro generale dei minori conventuali e Arcivescovo di Nazareth, Cosenza, Tipografia Satem, 1976
- Medici e veterinari calabresi : sec. VI-XV) : ricerche storico bibliografiche, Napoli, Tip. Laurenziana, 1962
- Il Mercurion, Roma, De Luca, 1967
- La metropolia di S. Severina, Tivoli, Arti grafiche A. Chicca, 1951
- I minori cappuccini in Calabria : dalle origini ai nostri giorni, Roma, Tip. O. Rossi, 1953; Roma, Editrice Miscellanea francescana, 1956
- Nel quinto centenario dell'approvazione dell'ordine dei Minimi : i precedenti, Roma, CESM, 1975
- Nostra Signora del Sacro Cuore : già S. Giacomo degli Spagnoli, Roma, Marietti, 1969
- L'organizzazione ecclesiastica in Lucania alla fine del dominio bizantino e all'inizio di quello normanno (sec. X-XI), Galatina, Congedo, 1975
- Origine e sviluppo della città di Paola, Acerra, Tip. La Nuovissima, 1971
- Le origini del vescovato di San Marco Argentano, Tivoli, Arti grafiche A. Chicca
- Il P. Lattanzio Arturo da Cropani, O.F.M. Conv., 1604 : nota bio-bibliografica, Roma, Miscellania francescana, 1958
- Padre Giovanni Fiore, Roma : Istituto grafico Tiberino, 1967
- La partecipazione dei vescovi calabro-greci ai concili (sec. VI-XIV), Padova, Antenora, 1973
- Il passato della rivista storica calabrese, Chiaravalle Centrale, Frama Sud, 1980
- Polsi nel regesto vaticano, Reggio Calabria, Laruffa, 1990
- Postille alla storia di Cassano Ionio di Vincenzo Saletta, Napoli, Picone, 1966
- Regesti delle pergamene di S. Angelo a Nilo : la cappella Brancaccio dei frati minori conventuali, Napoli, Tipolitografia Laurenziana, 1991
- La rinascita del tomismo in Calabria, Roma, Libreria Editrice della Pontificia Università Lateranense, 1965
- I santi Martiri argentanesi : Senatore, Viatore, Cassiodoro e Dominata : Storia e critica, Grottaferrata, scuola tip. S. Nilo, 1952
- Il Santuario della Madonna delle armi presso Cerchiara : brevi cenni, Roma : Tipografia Oreste Rossi, 1951
- Il santuario di S. Maria del Castello in Castrovillari, Pinerolo, Alzani, 1956; Castrovillari, Patitucci, 1982
- Il santuario-Basilica di Paola, Paola, Edizione San Francesco di Paola, 1966
- Scritti storici calabresi; prefazione di Luigi Costanzo, Napoli, Tip. Cam, CAM, 1957
- Gli scrittori di Castrovillari, Castrovillari, Patitucci, 1952; Rist. anast. - 2 edizione con aggiunte e aggiornamenti. - Castrovillari, Prometeo, 1991
- Un secolo di penetrazione culturale calabrese nell'Europa Centro-Settentrionale, 980-1080, S. Fili, a cura del Club del libro, 1967
- I seminari calabresi: origini e storia, Napoli, Laurenziana, 1964
- Serie dei ministri provinciali della provincia Minoritica dei sette martiri di Calabria, Roma, Miscellanea francescana, 1936
- Spigolature vaticane su alcuni scritti calabresi, Tivoli, Arti grafiche A. Chicca, 1957
- Storia dell'Archidiocesi di Reggio Calabria, Napoli, Laurenziana
- Storia dell'Arcidiocesi di Cosenza, Napoli, Rinascita artistica editrice, stampa 1958
- Storia della diocesi di Cassano al Jonio, Napoli, Laurenziana, 1964
- Sull'origine del vescovado di San Marco Argentano, Tivoli, Arti grafiche A. Chicca, 1963
- Sulla genuinità del libro delle figure attribuito a Gioacchino da Fiore, Roma, Miscellanea francescana, 1942
- Tommaso Aceti, Roma, Istituto Grafico Tiberino, 1971
- Tradizione calligrafica calabro-greca, Napoli, Fausto Fiorentini, 1965
- Tradizione umanistica in Calabria da Cassiodoro a Telesio, Tivoli, Arti grafiche A. Chicca, 1955
- Le tradizioni culturali di Castrovillari, Castrovillari, Amministrazione Comunale, 1981
- L' ultimo metropolita greco di Reggio, Grottaferrata, Abbazia di San Nilo, 1953
- Vibo Valentia nella sua storia di Francesco Albanese, Tivoli, Arti grafiche A. Chicca, 1964